# 林兆波
林兆波（英語：Lam Siu-por，1954年3月28日—），香港數学家，曾在多間大學任教，為前任香港行政長官林郑月娥的配偶。

## 生平
林兆波祖籍廣東四會，於1971年在瑪利諾神父教會學校中五畢業，及後亦在1978年於香港大學修讀哲學碩士時發表有關同倫的論文。林兆波數年後入讀英國劍橋大學，主攻代數拓撲，師從弗蘭克·亞當斯。他於1984年並取得哲學博士畢業，並回流香港中文大學，在數學系任職教員，曾任職副教授。他曾移居北京，在首都師範大學教授短期數學課程，隨着太太林鄭月娥當選香港特別行政區行政長官，他亦一同於2017年遷入香港禮賓府居住。

## 家庭
林兆波於英國認識獲港英政府推薦往劍橋大學短期進修的香港政務官鄭月娥。她在一次騎單車時發生意外，被送入醫院後，更登上當地的翌日報章新聞，於同校修讀數學的林兆波看到報道後，聯同幾位香港學生來探望，從此邂逅。兩人1984年在香港結婚，育有兩子，三父子均持有英國國籍。2003年，林兆波放棄香港中文大學的教席，當時署任房屋及規劃地政局常任秘書長（規劃及地政）的林鄭月娥也主動申請調任香港駐倫敦經濟貿易辦事處處長，一同赴英國陪伴兒子林約希。
林鄭月娥一直持有英國國籍，直至她在2007年出任屬於問責官員的發展局局長，才放棄英國國籍。2012年初，林鄭月娥在英國一小鎮置業，原定計劃於其發展局局長任期完結後，與家人在當地生活，最終在丈夫游說及支持下，改變初衷，留在香港出任政務司司長。據報，她向林兆波承諾不會參選行政長官，「不會轉變了，林先生都唔放過我。」可是，在2016年12月，時任香港行政長官梁振英宣佈不會連任後，林鄭月娥卻宣佈參與行政長官選舉。
2017年情人節，行政長官候選人林鄭月娥公開林兆波給她的情書，解釋丈夫為何在她宣佈參選的記者會上未有現身支持，並鼓勵她「為落實一國兩制作出貢獻」。3月2日林鄭月娥接受蘋果日報訪問時透露「有人」想製造她「黑材料」，指她丈夫在英國有「紅顏知己」，所以便要闢謠。翌日蘋果日報於灣仔君悅酒店找到林兆波來回應此事，當時林兆波稱呼其妻作「林太」，令網民懷疑他們的關係是否出了問題。
2017年3月31日，中國國務院總理李克強簽署國務院令任命林鄭月娥為香港第五任行政長官，林鄭月娥于同年4月11日在北京中南海拜會李克強，并在其手上接過任命狀，林兆波與長子林節思均有出席儀式並與李克強握手合照。林兆波成為香港開埠以來第一位「第一先生」，但他亦一改傳統，未有打算如歷任港督夫人和特首夫人一樣擔任公職。

## 軼事
林兆波在公開場合多次穿著被視為時尚禁忌的白襪配上黑鞋的打扮，因而被香港傳媒戲稱爲「白襪仔」。
2017年8月27日，林兆波为菲爾茲獎得主叶菲姆·泽尔曼诺夫在香港公开大学的讲座作主持，接受苹果日报记者“李八方”采访时表示自己平时的穿衣打扮“舒服就行”；又表示自己在林郑月娥上任特首后便很少见到她，深感她压力巨大，同时自己为保持低调而故意不出席林郑的一些外访活动。当被问到为何出席这场讲座时，林兆波表示“数学是我的挚爱，除了我的老婆和两个儿子外。”
2019年香港反修例運動期間，一位樣貌神似林兆波的男子經常出現在示威現場，並手持寫有「人神共憤」、「暴君林鄭下地獄」等口號的十字架。其後該男子接受訪問，證實他並非林兆波本人。

## 政治立場
在2017年林鄭月娥上任行政長官不久後，林兆波雖然決定遷入禮賓府與林鄭月娥同住，但他被記者拍攝到獨自前往香港電影資料館觀看黑澤明的電影作品《我對青春無悔》，因而惹起他持有反極權主義及支持言論自由和學術自由立場的質疑。
2019年香港反修例運動期間，蘋果日報報導林鄭月娥表示其夫林兆波曾說她乃「歷史罪人」。
同年澳門回歸20周年晚會上，中共中央總書記習近平帶領全場拍手同唱《歌唱祖國》，惟站在林鄭月娥身旁的林兆波沒有一起拍掌，嘴巴亦沒有歌唱動作，雙手只交疊在大腿前。部分評論將他在全場同唱中國愛國歌曲《歌唱祖國》時無動作的舉動與納粹德國時期拒絕跟從全場行納粹禮的奥古斯特·兰德梅赛比較。但是亦有意見認為，林兆波僅具有英國國籍，理應效忠英國君主。因爲英國臣民的祖國並非中國，所以林無需同唱中國愛國歌曲《歌唱祖國》。

## 研究
根據數學評論資料庫zbMATH Open，林兆波只在讀博士生時，發表過一篇文章。